# Otto Brass
Otto Brass, teilweise auch Braß, (* 21. Dezember 1875 in Wermelskirchen; † 13. November 1950 in Masserberg) war ein deutscher sozialistischer Politiker. Er beteiligte sich am Widerstand gegen den Nationalsozialismus.

## Leben
Nach dem Besuch der Volksschule in Wermelskirchen absolvierte Brass dort von 1889 bis 1892 eine Lehre zum Feilenhauer. 1897 bestand er die Meisterprüfung in diesem Handwerk. Von 1903 bis 1905 war er Krankenkassenbeamter. Von 1905 bis 1917 war er Verleger und Geschäftsführer der Remscheider Arbeiterzeitung, die sich später in Bergische Volksstimme umbenannte.
Brass engagierte sich bereits seit 1893 im Deutschen Metallarbeiterverband und war dort Vorsitzender des Bezirks Niederrhein. Seit 1895 gehörte er der SPD an.
Bei der Spaltung der Sozialdemokratie aufgrund der Differenzen um die Kriegskredite zur Finanzierung des Ersten Weltkriegs beteiligte er sich 1917 an der Gründung der USPD, deren Zentralkomitee er angehörte. Während der Novemberrevolution wurde er zum Vorsitzenden des Remscheider Arbeiter- und Soldatenrates gewählt. Diesen vertrat er auch auf dem 1. Reichskongresses der Arbeiter- und Soldatenräte im Dezember 1918 in Berlin. Im Januar 1919 wurde er in die Weimarer Nationalversammlung gewählt. Von 1920 bis Mai 1924 vertrat er den Wahlkreis 25 (Düsseldorf-Ost) im Reichstag.
1920 gründete er den „Zentralvertrieb zeitgeschichtlicher Bücher G.m.b.H“ und erwarb die „Laub'sche Verlagsbuchhandlung“. Als sich die USPD-Mehrheit Ende 1920 mit der KPD zur VKPD vereinigte, ging er diesen Weg zunächst mit und wurde auf dem Vereinigungsparteitag im Dezember 1920 in Berlin in das Sekretariat der VKPD gewählt, aus dem er allerdings schon am 22. Februar 1921 aus Kritik an der „Offensiv-Theorie“ der Parteimehrheit gemeinsam mit den beiden Parteivorsitzenden Paul Levi und Ernst Däumig sowie Clara Zetkin wieder zurücktrat. Unter dem Vorwurf des „Reformismus“ wurde er im Januar 1922 gemeinsam mit Adolph Hoffmann aus der KPD ausgeschlossen, schloss sich der kurzlebigen Kommunistischen Arbeitsgemeinschaft (KAG) an und wechselte mit dieser im Frühjahr 1922 zum selbständig verbliebenen Teil der USPD zurück, mit denen er im September des Jahres wieder zur SPD kam.
Nach der Machtergreifung der Nationalsozialisten wurde er kurzzeitig im KZ Columbia-Haus inhaftiert. Er gründete 1934 in Berlin mit Hermann Brill die Widerstandsgruppe Deutsche Volksfront und verfasste mit ihm zusammen ein „Zehn-Punkte-Programm“ für diese Gruppierung. Nachdem er 1938 erneut verhaftet worden war, verurteilte ihn der Volksgerichtshof 1939 zu zwölf Jahren Zuchthaus, zu deren Verbüßung er in das Zuchthaus Brandenburg eingeliefert wurde.
Nach 1945 beteiligte sich Brass am Wiederaufbau der deutschen Gewerkschaften und gehörte dem „vorbereitenden Gewerkschaftsausschuß für Groß-Berlin“ an, der am 15. Juni 1945 einen Aufruf zur Wiedergründung freier Gewerkschaften veröffentlichte. Von 1946 bis 1950 gehörte er dem Bundesvorstand des FDGB an. Brass beteiligte sich auch an der Wiedergründung der KPD und kam 1946 zur SED.
Brass war mit Bertha, geb. Hüther (1887–1972) verheiratet.  Beide wurden auf dem Zentralfriedhof Friedrichsfelde beigesetzt.